# Feuerkehl-Glanzschwänzchen
Das Feuerkehl-Glanzschwänzchen (Metallura eupogon), auch Rotkehl-Glanzschwänzchen genannt, ist eine Vogelart aus der Familie der Kolibris (Trochilidae), die in Peru endemisch ist. Der Bestand wird von der IUCN als „nicht gefährdet“ (least concern) eingeschätzt. Die Art gilt als monotypisch.

## Merkmale
Das Feuerkehl-Glanzschwänzchen erreicht eine Körperlänge von etwa 11 cm bei einem Gewicht von ca. 5 g. Das Männchen hat einen mittellangen, geraden schwarzen Schnabel. Die Ober- und Unterseite sind fast durchgängig gelblich olivgrün mit bronzefarbenem Schimmer. Der schmale Kehlfleck ist orange. Der Schwanz schillert himmelblau mit einer grünen Tönung auf der Oberseite und einer gelbgrünen Tönung auf der Unterseite. Das Weibchen ist sehr ähnlich, doch ist der Kehlfleck unvollkommen. Die äußeren Steuerfedern haben helle Spitzen. Jungtiere ähneln den Weibchen.

## Verhalten und Ernährung
Das Feuerkehl-Glanzschwänzchen bezieht seinen Nektar wohl von ähnlichen Pflanzen wie das Schuppenbauch-Glanzschwänzchen. So gehört z. B. der Nektar von Brachyotum ledifolium zu seinen Nektarquellen.

## Fortpflanzung
Im Juni bis Juli wurden Feuerkehl-Glanzschwänzchen mit vergrößerten Gonaden untersucht. Ein Gelege besteht aus zwei weißen Eiern, die vom Weibchen bebrütet werden.

## Lautäußerungen
Der Jagdruf klingt fast identisch mit dem des Kupferglanzschwänzchens (Metallura theresiae Simon, 1902) und des Schuppenbauch-Glanzschwänzchens (Metallura aeneocauda (Gould, 1846)). Der Gesang besteht aus einer abnehmenden Serie von drei bis sechs piepsigen Tönen, denen wiederholte lebhafte ungeordnete Phrasen, die wie trt-tsi-sii-sii-su..trr-tsi-tsu..trr-tsi-tsu.. klingen, folgen. Die Struktur ähnelt der anderer Mitglieder der Gattung.

## Verbreitung und Lebensraum

Verbreitungsgebiet des Feuerkehl-Glanzschwänzchens

Das Feuerkehl-Glanzschwänzchen bevorzugt offene Waldwiesen mit Schwarzmundgewächs- und Heidekrautgewächsgestrüpp in moosbeschichteten Zwergen- und Elfenwald, die sich mit andiner Grasebene (Pajonal) und Habitat mit Gestrüpp entlang der Baumgrenze abwechselt. Außerdem streift es in der angrenzenden Páramo-Graslandschaft umher. Es bewegt sich in Höhenlagen zwischen 2900 und 4000 Metern: Am häufigsten ist es über 3500 Meter anzutreffen.

## Migration
Das Feuerkehl-Glanzschwänzchen gilt normalerweise als Standvogel, auch wenn keine gesicherten Daten vorliegen. Es wird vermutet, dass es eventuell als saisonaler Strichvogel zwischen den Höhenlagen wandert.

## Etymologie und Forschungsgeschichte
Die Erstbeschreibung des Feuerkehl-Glanzschwänzchens erfolgte 1874 durch Jean Louis Cabanis unter dem wissenschaftlichen Namen Urolampra eupogon. Das Typusexemplar wurde von Konstanty Roman Jelski bei Maraynioc gesammelt. 1847 führte Gould dann die neue Gattung Metallura ein. Das Wort Metallura leitet sich von den griechischen Wörtern μέταλλον métallon für „Metall“ und ουρά ourá für „Schwanz“ ab. Der Artname eupogon ist ein griechisches Wortgebilde  aus εὖ eu für „fein, schön, gut“ und πώγων, πώγωνος pṓgōn, pṓgōnos für „Bart“.